# Irische Badmintonmeisterschaft 2005
Die Irische Badmintonmeisterschaft 2005 fand am 5. und 6. Februar 2005 im Baldoyle Badminton Centre in Dublin statt.

## Die Titelträger
| Disziplin    | Sieger                     |
| ------------ | -------------------------- |
| Herreneinzel | Michael Watt               |
| Dameneinzel  | Erin Keery                 |
| Herrendoppel | Bruce Topping Mark Topping |
| Damendoppel  | Ruth Kilkenny Keelin Fox   |
| Mixed        | David Hogan Keelin Fox     |